# 光藝製片公司
光藝製片公司（英語：Kong Ngee Co.，簡稱：光藝），由新加坡光藝院線何啟榮家族投資於1955年8月成立。「光藝」以出品粵語片為主，成立時正值粵語片的蓬勃期，登陸香港後以「垂直整合」方式為主的流水線大廠式制片體制、現代化的企業管理方式以及全球化的跨國界發展進行電影生產和經營，由1955至1969年間攝製了近120部粵語片，擅長描寫現代男女愛情的文藝片，呈現了一種屬於現代都市的中產調子，「光藝」與「中聯」、「華僑」、「新聯」並稱「粵語片四大公司」。

## 成立背景
光藝院線
光藝何氏家族祖籍廣東大埔縣崧里鄉，第一代何曾奎年輕時南渡新加坡經營當鋪及鑽石業，同時亦兼營藥材行。在1920年代中其長子何啟榮與朋友投資從上海購買電影到當地光華戲院（位於萊佛士酒店現址擴建部分）放映。1937年何啟榮聯同弟弟何啟湘、朋友張夢生及其女婿張夢賢合資成立「新加坡光藝有限公司」，發行上海進口的電影在光華戲院上映。
戰後，何啟榮聯同張清火和黃壽齡成立「何黃張有限公司」，並取得富商何東璇出讓的天演大舞台，改名大華戲院，再從上海購買影片放映並兼任發行，在新加坡放映後，再輸入馬來半島各地巡迴放映。
1950年代電影是星馬最受歡迎的娛樂，市道十分旺場，當時三大華語片院線是邵逸夫家族的「邵氏」、陸運濤家族的「國際」及何啟榮家族的「光藝」。光藝全盛時戲院遍佈東南亞各地，除新加坡大華戲院、金華戲院、曼舞羅戲院、金都戲院及首都戲院外，直轄的還有吉隆坡及新山的金華戲院、怡保、檳城及安順的大華戲院等，而聯線的戲院更不計其數，主要放映國、粵語電影。
光藝庄
1950年代初，何氏家族委託何漢廉在香港干諾道設立「光藝庄」，負責向多間公司購買香港出品國粵語的影片，兼打理「何長春藥材店」的業務，何氏昆仲每年到香港視察業務。
華達製片廠
1953年，在香港經營片場的胡晉康有間片場失火，便到新加坡找何啟榮商討建立新片場，何啟榮看好片場生意有可為，雙方一拍即合。何氏家族斥資百萬港元，在九龍青山道六咪半建立「華達製片廠」，佔地80,000平方呎，分成大、小片廠各兩個，由胡晉康出任總經理，何漢廉任副經理，另聘許立齋任廠長，張仲竹當副廠長。「華達」配備最新攝影設施，有固定的攝影師、佈景師、燈光師及錄音師等，將片場租給各製片公司，以穩定「光藝」的片源。
光藝成立
1952年「中聯」成立，出品影片叫好叫座，但星馬版權為「國際」所奪，而「中聯小組」的出品則交付「邵氏」發行，三大院線中「光藝」明顯處於下風。當時在「中聯」當導演的秦劍看準形勢，在1955年初通過「光藝」駐港代表何漢廉，赴新加坡與何啟榮昆仲商討合作設立製作公司，利用自家的「華達製片廠」攝製電影。雙方一拍即合，同意成立「光藝製片公司」。秦劍隨即返港開拍《胭脂虎》，由紅線女、盧敦、李清伙拍新人謝賢演出，是「光藝」的創業作品。
1955年8月「光藝」正式成立，由秦劍出任總經理，陳文任副經理，潘炳權任導演、製作管理及製片，林擒擔任宣傳主任。

## 捧紅新人
光藝在秦劍領導下樹立年輕化製作路線，由於有強大院線支持的背景，大膽起用新人，成立時從潘炳權的迪華羅致謝賢及嘉玲兩名新人，再陸續簽入南紅、姜中平、麗明、江雪、周驄、王偉、陳齊頌及胡笳等。

## 電影片目
| 序號 | 首映日期       | 影片名稱                       | 導演                | 編劇                   | 原著                                                     | 主要演員                                |
| ---- | -------------- | ------------------------------ | ------------------- | ---------------------- | -------------------------------------------------------- | --------------------------------------- |
| 001  | 1955年12月30日 | 胭脂虎                         | 秦劍                | 程剛、陳情女士(即秦劍) | --                                                       | 紅線女,李清,盧敦,謝賢                   |
| 002  | 1956年3月14日  | 朱門怨                         | 李鐵                | 秦劍                   | 周彥 舞台劇《朱門怨》                                    | 張活游,紫羅蓮,容小意,黃曼梨,梅綺,盧敦   |
| 003  | 1956年7月6日   | 九九九命案                     | 秦劍                | 吳丹                   | 司空明 《完璧》                                          | 嘉玲,謝賢,姜中平                        |
| 004  | 1956年8月9日   | 七重天                         | 吳回                | 楚原                   | 麗的呼聲廣播劇                                           | 謝賢,南紅                               |
| 005  | 1956年8月30日  | 奇人奇遇                       | 吳回                | 吳回                   | 〔俄〕果戈里 《欽差大臣》                                | 何非凡,鄧碧雲,梁醒波                    |
| 006  | 1956年11月15日 | 遺腹子（上集）                 | 秦劍                | 吳丹                   | 羅鳳筠 麗的呼聲天空小說                                  | 小燕飛,姜中平,梅綺                      |
| 007  | 1956年11月22日 | 遺腹子（下集大結局）           | 秦劍                | 吳丹                   | 羅鳳筠 麗的呼聲天空小說                                  | 黃曼梨,王鏗,謝賢,南紅,嘉玲              |
| 008  | 1956年12月12日 | 手足情深                       | 陳文                | 萬世師                 | 萬世師 麗的呼聲天空小說                                  | 吳楚帆,謝賢,黎灼灼,上官筠慧,嘉玲,姜中平 |
| 009  | 1957年5月16日  | 血染相思谷                     | 秦劍 聯合導演：楚原 | 司馬才華 (即秦劍)      | 關山美 星島晚報連圖小說 （本片為光藝「南洋三部曲」之一） | 謝賢,嘉玲,胡笳,江雪                     |
| 010  | 1957年7月11日  | 唐山阿嫂                       | 陳文                | 楚原                   | 舞台劇《海外尋夫》 （本片為光藝「南洋三部曲」之二）      | 南紅,姜中平,嘉玲,謝賢                   |
| 011  | 1957年8月22日  | 椰林月                         | 秦劍 聯合導演：楚原 | 陳情女士（即秦劍）     | （本片為光藝「南洋三部曲」之三）                         | 謝賢,嘉玲,姜中平,南紅                   |
| 012  | 1957年11月14日 | 九九九海灘命案                 | 陳文 聯合導演：楚原 | 童煇                   | --                                                       | 謝賢,嘉玲,姜中平,李鵬飛,黎小田          |
| 013  | 1957年12月19日 | 鬼夜哭                         | 秦劍                | 王月汀, 歐陽文采       | --                                                       | 謝賢,南紅,司馬華龍                      |
| 014  | 1957年12月25日 | 化身兄弟                       | 李化                | 鄭樹堅                 | --                                                       | 謝賢,上官筠慧,胡笳                      |
| 015  | 1958年3月20日  | 她的一生                       | 李晨風              | 李晨風                 | 〔法〕莫泊桑 《她的一生》                                | 白燕,容小意,黃楚山,姜中平,謝賢          |
| 016  | 1958年4月24日  | 橫刀奪愛 又名《999姊妹情殺案》 | 李鐵                | 史舒,孟江龍            | --                                                       | 謝賢,嘉玲                               |
| 017  | 1958年5月22日  | 有情人                         | 秦劍                | 陳情女士 (即秦劍)      | 麗的呼聲天空小說                                         | 謝賢,江雪                               |
| 018  | 1958年6月5日   | 戰地笳聲海棠紅                 | 潘炳權              | 穆歌                   | 蘇翁 粵劇《戰地笳聲海棠紅》                              | 南紅,蘇少棠,半日安                      |
| 019  | 1958年7月24日  | 鮮花殘淚                       | 秦劍                | 司馬才華 (即秦劍)      | 望雲 《杜夫人》                                          | 謝賢,嘉玲,南紅,姜中平                   |
| 020  | 1958年8月28日  | 神童捉賊記                     | 陳文                | 童揮                   | --                                                       | 黎小田,謝賢,南紅,姜中平                 |
| 021  | 1958年10月2日  | 情賊                           | 望雲                | 望雲                   | 望雲                                                     | 謝賢,嘉玲                               |
| 022  | 1958年11月26日 | 阿超結婚                       | 吳回                | 張浩                   | --                                                       | 謝賢,南紅,吳回                          |
| 023  | 1959年1月15日  | 歡喜冤家                       | 秦劍                | 霍森                   | 楊天成 《歡喜冤家》                                      | 謝賢,嘉玲,胡楓,南紅                     |
| 024  | 1959年3月11日  | 湖畔草                         | 楚原                | 楚原                   | 綠薇 《私生子》                                          | 嘉玲,南紅,謝賢,江一帆                   |
| 025  | 1959年4月8日   | 情天血淚                       | 秦劍                | 陳情女士 (即秦劍)      | --                                                       | 謝賢,嘉玲,姜中平                        |
| 026  | 1959年5月27日  | 天倫情淚                       | 陳文                | 高華                   | --                                                       | 姜中平,南紅,謝賢                        |
| 027  | 1959年7月22日  | 大廈情殺案                     | 陳文                | 黃炳茂                 | 盧森葆 海濱小說                                          | 謝賢,嘉玲,姜中平,李鵬飛                 |
| 028  | 1959年9月2日   | 通心樹                         | 陳文                | 楊帆                   | 凌志雲 《體面人家》                                      | 謝賢,嘉玲,南紅                          |
| 029  | 1959年10月1日  | 情犯                           | 秦劍                | 霍森                   | --                                                       | 李清,謝賢,江雪                          |
| 030  | 1959年12月2日  | 風雨幽蘭                       | 楚原                | 楚原                   | 麗的呼聲天空小說                                         | 謝賢,南紅,江雪                          |
| 031  | 1960年6月1日   | 慈母嬌兒                       | 左几                | 左几                   | --                                                       | 謝賢,嘉玲,姜中平,黃曼梨                 |
| 032  | 1960年3月31日  | 蜜月驚魂                       | 陳文                | 陳文                   | --                                                       | 謝賢,南紅,姜中平,上官筠慧               |
| 033  | 1960年4月21日  | 荒山盜屍案                     | 馮峰                | 馮峰                   | --                                                       | 嘉玲,姜中平,胡楓                        |
| 034  | 1960年5月11日  | 連理枝                         | 陳文                | 王克                   | 邵蘭                                                     | 謝賢,南紅,嘉玲                          |
| 035  | 1960年6月23日  | 秋風殘葉                       | 楚原                | 楚原                   | --                                                       | 嘉玲,謝賢,江雪,胡楓                     |
| 036  | 1960年8月11日  | 難兄難弟                       | 秦劍                | 何愉 (即左几)          | 楊天成                                                   | 謝賢,胡楓,南紅,江雪,姜中平              |
| 037  | 1960年10月3日  | 雷雨之夜                       | 陳文                | 黃炳茂                 | 邵蘭 明燈日報連圖小說                                    | 嘉玲,江雪,謝賢,李清                     |
| 038  | 1960年12月15日 | 五月雨中花（上集）             | 秦劍                | 霍森,楊帆              | 李我 商業電台天空小說                                    | 謝賢,嘉玲,上官筠慧                      |
| 039  | 1960年12月22日 | 五月雨中花（下集大結局）       | 秦劍                | 霍森,楊帆              | 李我 商業電台天空小說                                    | 謝賢,嘉玲,江雪                          |
| 040  | 1961年1月12日  | 九九九廿四小時奇案             | 左几                | 左几                   | --                                                       | 謝賢,嘉玲,姜中平                        |
| 041  | 1961年3月15日  | 情天未老                       | 楚原                | 楚原                   | --                                                       | 謝賢,南紅,姜中平                        |
| 042  | 1961年5月10日  | 夜半幽靈                       | 楚原                | 尤奇,楚原              | --                                                       | 謝賢,胡楓,嘉玲,姜中平                   |
| 043  | 1961年7月26日  | 神童歷險記                     | 陳文                | 黃炳茂                 | --                                                       | 謝賢,南紅,姜中平                        |
| 044  | 1961年10月16日 | 良心                           | 陳文                | 譚嬣                   | --                                                       | 謝賢,江雪                               |
| 045  | 1961年11月29日 | 追妻記                         | 秦劍                | 陳雲,司馬才華(即秦劍)  | --                                                       | 謝賢,嘉玲,姜中平,上官筠慧               |
| 046  | 1962年1月17日  | 胭脂賊                         | 陳文                | 陳雲                   | --                                                       | 謝賢,嘉玲,姜中平                        |
| 047  | 1962年3月7日   | 患難真情                       | 楚原                | 楚原,尤奇              | --                                                       | 謝賢,南紅                               |
| 048  | 1962年4月28日  | 苦海明珠                       | 陳文                | 譚嬣                   | 梁楓                                                     | 江雪,謝賢,杜平                          |
| 049  | 1962年7月18日  | 九九九怪屍案                   | 吳回                | 文敏                   | --                                                       | 綠珠,周驄,龍剛,江雪                     |
| 050  | 1962年9月26日  | 嫂夫人                         | 陳雲                | 陳雲                   | 艾雯 麗的呼聲天空小說                                    | 謝賢,南紅,周驄                          |
| 051  | 1962年11月28日 | 清明時節                       | 楚原                | 何碧堅(即何璧堅)       | 商業電台天空小說                                         | 謝賢,嘉玲,姜中平                        |
| 052  | 1963年1月1日   | 金石盟                         | 陳文                | 陳雲                   | --                                                       | 謝賢,嘉玲                               |
| 053  | 1963年2月22日  | 春到人間                       | 吳回                | 霍森,程剛              | 楊天成                                                   | 謝賢,姜中平,江雪,周驄,嘉玲              |
| 054  | 1963年3月28日  | 情之所鍾                       | 楚原                | 楊捷,楚原              | 楊捷 商業電台天空小說                                    | 謝賢,江雪,南紅,李清                     |
| 055  | 1963年4月25日  | 女偵探                         | 吳回                | 程剛                   | --                                                       | 嘉玲,周驄,姜中平                        |
| 056  | 1963年5月29日  | 斷腸花                         | 李晨風              | 譚嬣                   | --                                                       | 江雪,謝賢,王偉                          |
| 057  | 1963年10月2日  | 幸福新娘                       | 陳文                | 譚嬣                   | 文瑛                                                     | 謝賢,嘉玲,周驄,江雪                     |
| 058  | 1963年10月30日 | 歷劫花                         | 左几                | 朱克,何愉(即左几)      | 周君                                                     | 謝賢,南紅,李鵬飛                        |
| 059  | 1963年11月20日 | 痴情兒女                       | 吳回                | 程剛, 黃炳茂           | 馬雲 麗的呼聲天空小說                                    | 江雪,周驄,姜中平                        |
| 060  | 1963年12月18日 | 昨夜夢魂中                     | 楚原                | 朱克,尤奇              | 西門穆                                                   | 南紅,周驄                               |
| 061  | 1964年1月29日  | 恨海情花                       | 左几                | 何愉 (即左几)          | 鄺海量                                                   | 周驄,南紅,嘉玲,司馬華龍                 |
| 062  | 1964年3月12日  | 郎心如鐵                       | 李晨風              | 姚炳剛 (即陳雲)        | --                                                       | 謝賢,江雪,王偉                          |
| 063  | 1964年5月20日  | 鴛夢重溫                       | 左几                | 張文                   | --                                                       | 謝賢,嘉玲,吳麗萍,姜中平                 |
| 064  | 1964年9月16日  | 花花公子                       | 秦劍                | 秦劍,黃炳茂            | --                                                       | 謝賢,嘉玲,王偉                          |
| 065  | 1964年10月7日  | 死亡角之夜                     | 楚原                | 江揚                   | 江揚 《吸血狼》                                          | 江雪,謝賢,姜中平,余美華                 |
| 066  | 1964年11月25日 | 追蹤                           | 陳文                | 黃炳茂                 | 劉遜                                                     | 龍剛,嘉玲,南紅,謝賢                     |
| 067  | 1965年1月15日  | 小姐的丈夫                     | 莫康時              | 譚嬣                   | --                                                       | 江雪,謝賢,譚蘭卿                        |
| 068  | 1965年2月23日  | 愛情永遠在懷念中               | 陳文                | 黃炳茂                 | --                                                       | 謝賢,嘉玲,文蘭                          |
| 069  | 1965年4月8日   | 春怨                           | 楚原                | 陳雲                   | --                                                       | 嘉玲,謝賢,姜中平                        |
| 070  | 1965年4月28日  | 黑色的假期                     | 陳文                | 何碧堅(即何璧堅)       | --                                                       | 謝賢,江雪,王偉                          |
| 071  | 1965年7月7日   | 原來我負卿 又名《苦在我心頭》  | 楚原                | 胡美屏                 | 俊人                                                     | 謝賢,張活游,嘉玲                        |
| 072  | 1965年8月11日  | 情海茫茫                       | 楚原                | 何碧堅 (即何璧堅)      | --                                                       | 謝賢,南紅,姜中平                        |
| 073  | 1965年11月3日  | 相思湖畔                       | 楚原                | 何碧堅 (即何璧堅)      | --                                                       | 謝賢,江雪,李鵬飛                        |
| 074  | 1966年3月23日  | 遺產一百萬                     | 楚原                | 司徒安                 | --                                                       | 謝賢,江雪,金雷,龍剛                     |
| 075  | 1966年5月30日  | 鐵膽                           | 陳文                | 黃炳茂                 | --                                                       | 周驄,謝賢,麥基                          |
| 076  | 1966年7月13日  | 賊美人                         | 楚原                | 司徒安                 | 史得                                                     | 謝賢,江雪,張瑛,楊茜                     |
| 077  | 1966年8月11日  | 情賊黑牡丹                     | 陳文                | 胡美屏                 | 梅夢雅                                                   | 謝賢,江雪,容小意                        |
| 078  | 1966年9月28日  | 肉搏明月灣                     | 李鐵                | 何碧堅 (即何璧堅)      | 龍驤                                                     | 謝賢,嘉玲,姜中平                        |
| 079  | 1966年12月14日 | 彈劍江湖（上集）               | 陳文                | 司徒茂克               | 諸葛青雲                                                 | 謝賢,嘉玲,楊茜                          |
| 080  | 1966年12月21日 | 彈劍江湖（下集大結局）         | 陳文                | 朱克,司徒安,司徒茂克   | 諸葛青雲                                                 | 謝賢,江雪,嘉玲,楊茜                     |
| 081  | 1967年5月19日  | 藍色夜總會                     | 楚原                | 司徒安                 | --                                                       | 謝賢,江雪,龍剛,麥基                     |
| 082  | 1967年6月16日  | 金鷗                           | 陳文                | 司徒安, 薛后           | --                                                       | 謝賢,蕭芳芳,余美華,李鵬飛               |
| 083  | 1967年10月18日 | 鑽石大劫案                     | 楚原                | 司徒                   | --                                                       | 謝賢,蕭芳芳,陳齊頌                      |
| 084  | 1968年8月5日   | 情人不要忘記我                 | 陳文                | 潘沇                   | --                                                       | 謝賢,杜娟,江雪                          |
| 085  | 1968年8月14日  | 青春戀歌                       | 楚原                | 潘藩                   | --                                                       | 謝賢,蕭芳芳,周驄,陳齊頌,沈殿霞          |
| 086  | 1976年11月18日 | 女人呢樣嘢                     | 李瑜                |                        | --                                                       | 狄波拉,李道洪,李添勝,盧海鵬             |